# 自転車にのって…
『自転車にのって…』（じてんしゃにのって）は、夢野一子による日本の漫画。『真子と明シリーズ』とも。小学館『プチフラワー』にて、1980年年春の号から1987年2月号にかけて断続的に読みきり掲載された。
作者の初期の代表作にして、出世作。『グレープフルーツストロベリー』・『カード＆ジョーカー』シリーズ（ささやななえ）、『夢みる惑星より』（佐藤史生）、『メッシュ』（萩尾望都）、『タッチマイ♥ハート』（伊東愛子）と並ぶ、『プチフラワー』初期を代表するシリーズで、最も長続きした作品群である。ただし、作者は第1作の読みきりだけで、続篇を作ることは考えていなかったという。作品誕生の契機は、暴走族を自転車でやったら、面白いのではないか、バイクを描くのが大変で、暴走族を少女漫画で扱うと重い内容になってしまうのではないか、というところであったようである。
物語は主として2部に分けられ、真子と明の出会いから高校時代を描いた前半、真子が短大に進学し、学生寮ひまわり荘の住民となってからの後半からなる。このうち、単行本化されたのは前半部のみ（一部未収録）である。

## あらすじ
中野真子は高校入学祝いで両親から買ってもらった自転車で通学中、暴走族ならぬサイクリンググループにからまれたところを、土方明に助けてもらう。実は真子の通っている高校では、バイク通学は禁止されていて、それは前年まで暴走族として暴れていた明たち、「ラット・トラップ」のせいであった。

## 登場人物
中野真子
主人公。巻き毛のショートカットの少女。高校生の時に通学用に両親に自転車を買って貰い、小山田サイクリンググループに絡まれたところを土方明に救われ、そのことがきっかけで明とつきあうようになる。高校では1年E組→2年A組。その後桃園女子短期大学に入学する。
明の無鉄砲さにハラハラドキドキの日々を送り、硬派気取りで女の扱いを知らないところに苛立ち、元暴走族の恋人という立場にとまどってもいる。反面、明のことを悪たれ坊やを見守る母親のようにも見守ってもいる。
中学の時に陸上部に所属していたが、大会でピストルの音に驚き尻持ちをついたことがトラウマで長いこと離れていた。
桃園女子短期大学に入学してからは父親の転勤のためひまわり荘に入寮し明とは少しだけ疎遠になるが、相原との出会い、明の映画主演のニュースで、再度振り回される毎日を送るようになる。
作者曰く、真子の名前はアイドル・俳優の石野真子からとったとのこと。
土方明
もう一人の主人公で、真子の恋人。3年生の時のクラスはB組。童顔の少年。牡牛座生まれで、真子より2歳年上で、1年留年している。
もと「ラット・トラップ」という暴走族のかしらで子分を引き連れている。「エヴァ・ブラウン」というバーが彼等のたまり場。彼のせいでバイク通学が禁止された。喧嘩早いが、好きな女性の前では思いを伝えられず不器用。
そばが好きで自分で手打ちそばをつくれる程の腕を持っており、自分で手打ちをしたそばを真子の両親に食べさせたこともある。野球は嫌い。
真子大学生篇では、自転車で日本全国放浪中にひょんなことから芸能界にスカウトされ、映画の主役を演じることになる。

### 明の友人・知人・先輩
遠山金次
明の子分。リーゼントをかけている。3年時のクラスはE組。芸能界でのマネージャーも担当。
倉間米三
明の子分。サングラスをかけている。3年時のクラスはB組。
桜田一
明の子分。少しイケメン。3年時のクラスE組。
町田
明の兄貴分。暴走族「ダースベイダー」のかしら。3か月、刑務所にはいっていた。 出所後、横浜でライブハウスを経営。
町田理奈
町田の妹。中学のころからの明を知っており、彼に片思いしていた。真子に明の好物を教える。
丈二
暴走族ファイターズの一員で、明にかしらになってもらおうとしていた。
帯刀潤之介
暴走属レッドキングのかしら。別名「赤い流れ星」。まもなく20歳になる。警察の定めた「暴走族天国」に異議を唱えて内側から突破することを目論む。

### 真子の友人・知人・先輩など（高校時代）
土田純
1年の時の真子の同級生。
横尾知加子
2年の時の真子の同級生。バンドでボーカルをやっている。真子の縁で、明たちともつるむようになる。本郷にも一目惚れする。
ささお
中学の陸上部時代の、真子の先輩。高校でも真子を陸上部に誘う。
新田義人
真子の高校の陸上部の部長。
原田
真子が2年になってからの陸上部の部長。
片山春雄
真子の2年生時の担任、体育教師。特技はボクシング。33歳、独身。真子と明にラブホテルから出てきたところを目撃される。
真子の両親
真子と明の交際には否定的。だが、明に手打ちそばを食べさせて貰ってから（とりわけ母親の方は）考えを少し改める。最終話にも登場する。

### 明のライバル
小山田悟作
明のライバル。通称「たごさく」。警察に明とともにグループを潰されてからはサイクリンググループを結成。入学式で自転車通学する真子にひとめぼれする。
一見明と敵対し真子を誘拐するが、実は明のことを同志として尊敬しており誰よりも理解している。
本郷司
明の宿敵である謎の少年。リーゼントヘアーで、常にサングラスをかけている。暴走族ダースベイダーの元一員。暴走族に入る前は西東京で一、二を争う投手でもあった。
実は明に憧れていた一ファンであった。しかし（明が原因で起きた）不意の事故で新品のバイクの鍵を溝に落とされて紛失し、真夏の炎天下に単車を押して帰った地獄の体験から明を逆恨みするようになり、復讐のため執念深く彼を追い回していた。4年後、高3になった明と再会する。幾度も明に勝負を挑むが、そのたびに野球選手から貰った宝物を損なうという負のスパイラル情況にも陥っている。明が映画スターになってからも登場する。

### 大学生篇で登場する人物

#### ひまわり荘の住人
管理人のおじさま
「ひまわり荘」の管理人で周囲の土地の地主。元大学教授。一角を桃園女子短期大学の学生寮として提供している。小説家志望で、5年前に妻をなくしている。寮生の間で人気がある。ロックという犬を飼っている。
上川（かみかわ）
2号室に住む真子の先輩で、妊娠を期に短大をやめる。
大庭深雪
ひまわり荘の住人で、真子とは膚が合わない。男にもてるが、満足していない。助手席目当てで自動車部に所属している。彼女が誘った合コンで、真子は相原と出会う。
根岸美智子
漫画家志望の真子の同級生。めぐみ同様、ロリータ趣味を持っている。真子に明主演の映画を見せる。編集部への持ち込みの帰りに明と出会い、そのやさしさに触れる。
純
真子の先輩。空手の師範であった父親を尊敬していたが、ある雨の日に傘を持って迎えに行った際に父親の浮気を目撃し、極度の男性不信に陥いる。自転車を購入して真子と一緒に通学し、真子に同性愛的感情を告白する。明と空手で勝負し敗北して、自分は力試しのために嘘をついていたということにした。
愛田めぐみ
ロリータ趣味の真子の同僚者。明のことを野蛮人だと思い毛嫌いしている。純から自転車を譲りうける。

#### その他
相原修
A大自動車倶楽部会長。21歳。合コンで真子たちと知り合い、真子に惹かれ姫玉公園で告白するも、明に投げられる。甘いマスクと非のうちどころのないエスコートで、真子の心も少しぐらついている。だが、人の血を見ると心臓が高揚し気が遠くなるという欠点も有している。校門の前で純にも投げられ、明に勝つことは不可能だと忠告される。
原田哲男
映画監督。自転車旅行中の明に声をかけて、明出演の映画「WILD  ROAD」を撮影・公開する。その後、「ファイヤーロード」・「ファイヤーロードII」も明主演で撮影する。
島田春菜
映画「ファイヤーロード」で、明が共演した女優。自分のことをブスよばわりした明に興味を持つ。

## 用語
ラット・トラップ
明がリーダーをつとめていた暴走族で、たまり場の「エヴァ・ブラウン」は真子が短大生になった時にもたまり場となっている。町田の妹の理奈は中学時代からの明を知っていた。各暴走族の憧れ的存在で、本郷も野球断念後にあこがれて入団しようとしていた。
桃園短期女子大学
多摩川をのぞむのどかな場所に立つ大学。国文・英文・商業・家政からなる小さな短大。高卒後、進路が決まらないものが集まる場所。真子は家政科で洋裁の基礎を学ぶために通っている。真子が両親とはなられてくらしたのは、春から自転車日本一周旅行中で音信不通の明を待つことと、幼い時から慣れ親しんだ川沿いの風景が好きだったからであった。
タヌキの文鎮
明が真子にプレゼントしようと思って、小道具屋で買った文鎮。しかし、明と相原が抱き合っていると週刊誌の記者から勘違いされ、写真撮影会には男しか来なかったりと、災いのみをもたらす。実は小道具屋のじいさんが、不燃ゴミの中から拾ってきただけのものだった。たまりかねた明は相原に匿名で文鎮を送り付け、めぐりめぐって真子のところに届いてしまう。この事件がきっかけで、明は真子に対する自分の態度がいいかげんであったのではないかという疑念を抱き、同時に本郷の精神にも影響を与える。

## 各話

### 高校生篇
1. 自転車にのって… （1980年春の号）
2. ふたりで海へ （1980年夏の号）
3. そばが好き （1980年秋の号）
4. 爆走桜並木 （1981年春の号）
5. 真夜中のちゃりんこロック （1981年初夏の号）
6. 月の浜辺の17歳 （1981年夏の号）
7. Heart Beat （1982年1月号）
8. あどりぶ・ライブパートII （1982年3月号）
9. 星空のシンデレラ・ボーイ （1982年5月号）
10. 夕映えのシルエット （1982年9月号）
11. 少しだけシリアス （1983年5月号）

- 以上はPFコミックス『自転車にのって…』1、2巻に収録。「少しだけシリアス」は、単行本未収録。

### 大学生篇
1. 100％ひまわり娘 （1984年9月号）
2. ひまわり荘に風だより （1984年12月号）
3. 稲妻トライアングル （1985年3月号）
4. 哀愁キネマ （1985年6月号）
5. センチメンタル・ガール （1985年8月号）
6. プロジェクルトA（エース） （1985年8月号）
7. 気まぐれ逆光メイク （1985年12月号）
8. タヌキの文鎮 （1986年2月号）
9. 呪いの文鎮 （1986年5月号）
10. さよなら文鎮 （1986年6月号）
11. 雨に歩けば （1986年8月号）
12. 恋のオールナイト （1986年10月号）
13. やくそく （1986年12月号）
14. 自転車にのって…  （1987年2月号） 完結話

## 書誌情報
- 夢野一子『自転車にのって…』小学館〈プチフラワーコミックス〉（B6判） 既刊2巻
  1. 1982年6月発売 ISBN 4091783716
  2. 1983年3月発売 ISBN 4091783724